# Xylocopa bryorum
Xylocopa bryorum är en biart som först beskrevs av Fabricius 1775.  Xylocopa bryorum ingår i släktet snickarbin, och familjen långtungebin. Inga underarter finns listade i Catalogue of Life.